# Allen Roy Evans
Allen Roy Evans, auch Allan Roy Evans, (* 17. Dezember 1885 in Napanee, Ontario; † 19. September 1965 in Vancouver) war ein kanadischer Schriftsteller.

## Leben und Werk
Evans wuchs auf einer Farm in Manitoba (Kanada) auf. Er studierte an der University of Manitoba (B.A.) und der University of Chicago (M.A.); weitere Studien führten ihn an die Columbia University. Er unterrichtete Englisch an Highschools in British Columbia und hatte bis 1937 in Vancouver einen Beratungs- und Marketingdienst für Schriftsteller aufgebaut. Er veröffentlichte vor allem Kurzgeschichten in kanadischen, britischen und amerikanischen Magazinen, vier Romane und einen Gedichtband.
Der Gedichtband Bitter-sweet (1933) enthält Prosagedichte über allgemeine Schicksalsschläge. Sein Roman Reindeer trek (1935) ist eine fiktionalisierte Schilderung eines Zugs von 3.000 russischen Rentieren von Alaska bis in das Delta des Mackenzie River während der Jahre 1929 bis 1934. Vor allem dieses Werk wurde populär und in verschiedene Sprachen übersetzt, darunter ins Deutsche als Der Zug der Rentiere. In All in a twilight (1944) schilderte Evans die Pionierzeit in der Form eines psychologischen Romans aus der Perspektive eines Farmers und seiner Frau, einer Lehrerin von der Ostküste. Northward Ho! (1947) beschreibt den Reifeprozess eines jugendlichen Straftäters auf der Baustelle des Alaska Highway. In Dream Out of Dust. A Tale of the Canadian Prairies (1956) handelt von den Auseinandersetzungen eines tyrannischen Farmers und seiner jungen Ehefrau über einen Zeitraum von 27 Jahren.

## Werke (Auswahl)
- Bitter-sweet. Poems. 1933
- Attu. Übers. Theodor Kauer. Zsolnay & Rowohlt, 1961 (Orig.: The Aleutian Story.)
- Ein glückliches Paar. Übers. Carl Pidoll. Zsolnay, 1956; Rowohlt, 1958 (All in a Twilight. W. Lock, 1948)
- Wind über weißen Wegen. Ein Tatsachenroman. Übers. Heinrich Bohn. Zsolnay, 1954; Rowohlt, 1958 (Northward Ho! Home & Van Thal, 1947)
- Der Zug der Rentiere. (auch: ...Renntiere.) Übers. Richard Hoffmann. Zsolnay, 1951; Rowohlt, 1952; weitere Aufl. bei Deutsche Buchgemeinschaft, Büchergilde Gutenberg (Reindeer Trek. Hurst & Blackett, 1935)
- Dream out of dust: A tale of the canadian prairies. Erzählung